# NGC 4393
NGC 4393 is een balkspiraalstelsel in het sterrenbeeld Hoofdhaar. Het hemelobject ligt 46,5 miljoen lichtjaar van de Aarde verwijderd en werd op 11 april 1785 ontdekt door de Duits-Britse astronoom William Herschel.

## Synoniemen
- UGC 7521
- MCG 5-29-83
- ZWG 158.104
- PGC 40600